# Coalcomán de Vázquez Pallares
Coalcomán de Vázquez Pallares är en ort i Mexiko.   Den ligger i kommunen Coalcomán de Vázquez Pallares och delstaten Michoacán de Ocampo, i den södra delen av landet, 400 km väster om huvudstaden Mexico City. Coalcomán de Vázquez Pallares ligger 1 027 meter över havet och antalet invånare är 10 784.
Terrängen runt Coalcomán de Vázquez Pallares är kuperad söderut, men norrut är den bergig. Coalcomán de Vázquez Pallares ligger nere i en dal. Runt Coalcomán de Vázquez Pallares är det mycket glesbefolkat, med 7 invånare per kvadratkilometer. Coalcomán de Vázquez Pallares är det största samhället i trakten. I omgivningarna runt Coalcomán de Vázquez Pallares växer huvudsakligen savannskog.